# Герб Смородьківки
Герб Сморо́дьківки — один з офіційних символів села Смородьківка, Куп'янський район Харківської області, затверджений рішенням сесії Смородьківської сільської ради.

## Опис
Щит перетятий пониженим срібним нитяним хвилястим поясом на золоте і червоне. На першій частині чотири хатини і групи зелених дерев. Герб облямований декоративним картушем і прикрашений сільською короною.
Хатини нагадують про перші чотири переселенські сім'ї, які започаткували село, й уособлюють чотири села, які розташовані тепер на території сільради. Дерева — символ гаїв, які оточують село. Срібний пояс — символ ріки Куп'янки, що тут протікає.